# فرودگاه روکانویل
فرودگاه روکانویل (به انگلیسی: Rocanville Airport) یک فرودگاه خصوصی یا پروازگاه است که یک باند فرود آسفالت دارد و طول باند آن ۱۲۰۴ متر است. این فرودگاه در کشور کانادا قرار دارد و در ارتفاع ۴۸۳ متری از سطح دریا واقع شده است.